# Rally dei Rideau Lakes
Il Rally dei Rideau Lakes è stato un rally disputato a Smiths Falls, Ontario in Canada. 

## Storia
Il rally ebbe origine dal Silver Lake Rally, un rally club disputato a partire dagli anni 1960. Il Rally dei Rideau Lakes ebbe la sua prima edizione nel 1973, ed entrò a far parte del calendario FIA del World Rally Championship nel 1974. L'evento fu considerato ben gestito e influenzò il Campionato canadese rally, ma a causa di problemi finanziari non venne replicato. Comunque, il World Rally Championship tornò in Canada nel 1977, quando il Critérium du Québec venne incluso nel calendario.
Nel 1974 il Rally dei Rideau Lakes venne corso fra il 16 ed il 20 ottobre, due settimane prima dell'altro rally del circuito North American WRC, il Press-on-Regardless Rally negli Stati Uniti. Il rally era strutturato su 40 prove speciali su strade sterrate. Dei 51 equipaggi allineatisi alla partenza, soltanto 19 giunsero al traguardo. Sandro Munari vinse la competizione su di una Lancia Stratos, davanti a Simo Lampinen su Lancia Beta. Il canadese Walter Boyce si piazzò terzo su Toyota Celica.

## Albo d'oro
| Anno | Denominazione                | Pilota        | Copilota       | Auto                      | Validità                  |
| ---- | ---------------------------- | ------------- | -------------- | ------------------------- | ------------------------- |
| 1973 | 1° Rally of the Rideau Lakes | Walter Boyce  | Stuart Gray    | Toyota Corolla Levin TE27 | Campionato canadese rally |
| 1974 | 2° Rally of the Rideau Lakes | Sandro Munari | Mario Mannucci | Lancia Stratos HF         | WRC                       |
| 1975 | 3° Rally of the Rideau Lakes |               |                |                           |                           |
| 1976 | 4° Rally of the Rideau Lakes |               |                |                           | Campionato canadese rally |